# Альдерсбах
Альдерсбах (нім. Aldersbach) — громада в Німеччині, знаходиться в землі Баварія. Підпорядковується адміністративному округу Нижня Баварія. Входить до складу району Пассау.
Площа — 45,82 км2. Населення становить 4387 ос. (станом на 31 грудня 2020).